# Giuseppe De Ninno
Giuseppe De Ninno (Giovinazzo, 21 luglio 1852 – Terlizzi, 12 giugno 1930) è stato un biografo e storiografo italiano.
Si specializzò nello studio della storia della città di Giovinazzo (nella Provincia di Bari), della Carboneria in Puglia e della Repubblica Napoletana del 1799. Nel corso dei suoi studi raccolse molti documenti storici che costituiscono il "fondo De Ninno".

## Biografia
Nacque nel 1852, in una famiglia di tradizione liberale, da Michele De Ninno e Pasqua Pasculli. Dopo la morte del padre, avvenuta nel 1860, la sua educazione venne curata da suo zio, il sacerdote don Vincenzo De Ninno.
Nel 1871 si trasferì a Napoli per studiare giurisprudenza. Qui conobbe Giovanni Bovio e il suo pensiero politico, prendendo contatti con esponenti politici di area repubblicana, come Angelo Raffaele Lacerenza, fra' Giovanni Pantaleo, Matteo Renato Imbriani e lo stesso Bovio. Da studente, fu molto attivo partecipando a circoli liberali, manifestando contro l'allora Ministro della Pubblica Istruzione Ruggiero Bonghi e producendo pubblicazioni come una "Biografia di Niccolò Tommaseo".
Nel 1879 tornò a Giovinazzo, abbandonando gli studi giuridici e la militanza politica per dedicarsi a quelli di storia locale, su incitamento dell'archivista napoletano Luigi Volpicella e dello storiografo barese Giulio Petroni. In questo periodo pubblicò alcuni scritti inediti relativi a Giovinazzo e una raccolta di biografie di concittadini.
Successivamente, si concentrò principalmente sullo studi della Carboneria in Puglia e sugli avvenimenti della Repubblica Napoletana del 1799. Su questi temi pubblicò diverse monografie.
Nella sua opera di studioso e storiografo, ricercò e raccolse una grande quantità di documenti stampati e manoscritti per un arco temporale dal XVI al XIX secolo. Nel 1921, donò il frutto delle sue ricerche alla Biblioteca nazionale Sagarriga Visconti-Volpi di Bari.
Si trasferì a Bari, dove continuò gli studi anche nel periodo in cui contrasse la malattia che lo portò alla morte, che avvenne nel 1930 mentre si trovava a Terlizzi.

## Opere
Pubblicò oltre settanta scritti, fra i quali si ricordano:
- Biografia di Niccolò Tommaseo (in La Farfalla, I [1874], 1-2);
- La Bucolica di Virgilio tradotta nel XVI secolo da Giovan Antonio Paglia da Giovinazzo, Napoli 1879;
- Cronache di Giovinazzo di messer Bisanzio Lupis, Giovinazzo 1880;
- Cronaca di Giovinazzo dal 1741 al 1770, Giovinazzo 1881;
- Del r. ospizio Vittorio Emanuele II in Giovinazzo. Cenno storico, Bari 1882;
- Memorie storiche degli uomini illustri di Giovinazzo, Bari 1890;
- Memorie storiche intorno al Palco della nobiltà giovinazzese nella r. basilica di Bari, Bari 1893;
- Le "Vendite" dei carbonari della Terra di Bari nel 1820-21, Trani 1897;
- Notizie intorno alla vita di Vitantonio Dell'Erba di Castellana perseguitato politico del 1794, Trani 1905;
- Dei gran maestri e dignitari delle "Vendite" dei carbonari della provincia di Terra di Bari nel 1820-21, Bari 1911;
- La setta dei carbonari in Bari nel 1820-21, Bari 1911;
- La carboneria in Gravina nel 1820-21, Bari 1912;
- Ruolo dei framassoni di Terra di Bari affigliati alla carboneria nel 1820, Bari 1913;
- Biografia di Angelo Raffaele Lacerenza maggiore garibaldino da Barletta, Bari 1913;
- I martiri e i perseguitati politici di Terra di Bari nel 1799, Bari 1915;
- La carboneria in Altamura durante il Nonimestre costituzionale 1820-21, Bari 1917;
- I carbonari di Cassano-Murge nel Risorgimento italiano (1814-1830), Bari 1921;
- Filadelfi e carbonari in Carbonara di Bari negli albori del Risorgimento italiano (1816-1821), Bari 1922;
- Terlizzi nelle vicende politiche dal 1815 al 1830, Bari 1928.